# Sevanska pastrva
Sevanska pastrva (lat. Salmo ischchan) je endemska vrsta pastrve, koja živi u jezeru Sevan u Armeniji. Slična je potočnoj pastrvi.
Ugrožena je, jer su se tijekom sovjetskoga razdoblja u jezero Sevan unosile neke druge vrste, koje nisu autohtone kao što su: velika ozimica (lat. Coregonus lavaretus) iz jezera Ladoge, zlatna ribica (lat. Carassius auratus) i uskoškari rak (turski ili barski rak) (lat. Astacus leptodactylus). S druge strane, sevanska pastrva uspješno je unešena u jezero Issyk Kul u Kirgistanu.
Rezolucija armenskoga Vijeća ministara iz 1976. zabranila je komercijalni izlov sevanske pastrve i proglasila Nacionalni park Sevan 1978. Sevanske pastrve danas se također uzgajaju i u mrijestilištima.
Sevanska pastrva ima četiri (ili po nekima dva) različita soja: Salmo ischchan ischchan, Salmo ischchan aestivalis, Salmo ischchan gegarkuni i Salmo ischchan danilewskii. Prvi soj je najveći i može narasti do 90 cm i težiti 15 kg. 